# 아메리칸 컨퀘스트
아메리칸 컨퀘스트는 실시간 전략 시뮬레이션으로, 독일 CDV사와 우크라이나 CSG Game World에서 생산되고 개발되었다. CSG Game World에서 개발한 게임으로는 코삭:유럽 전쟁이 있다. 이 게임들은 유럽인들의 아메리카 도착이 있던 15세기에서 미국 독립전쟁이 끝난 19세기 초의 아메리카 대륙을 배경으로 제작되었다. 아메리칸 컨퀘스트 확장팩《Fight Back》,《gold Edition》 또한 똑같은 배경으로 제작되었다. 이 게임의 확장팩으로는 《Fight Back》과《gold Edition》이 있고 이들은 오리지널과 함께 설치해야 한다. 마지막 확장팩으로는 《Divide Nation》이 있는데, 이는 미국의 남북전쟁을 배경으로 하였으며, 독립형 확장팩이다.

## 게임플레이
아메리칸 컨퀘스트는 경제요소와 생산을 분배하는 것은 일찍이 있었던 CSG Game World의 코삭:유럽전쟁을 본따 온것이다. 아메리칸 컨퀘스트는 코삭에 기초를 둔 빌딩의 모양을 가지고 있다. 또한 플레이어는 군사행위와 경제활동을 준비한다.

## 평가
| 평가 |        |
| --- | ------ |
| 통합 점수 통합사 점수 게임랭킹스 76.22% [ 1 ] 메타크리틱 76/100 [ 2 ] 평론 점수 평론사 점수 유로게이머 9/10 [ 3 ] 게임스팟 8.4/10 [ 4 ] IGN 8.2/10 [ 5 ] |        |
| 통합 점수 |        |
| 통합사 | 점수   |
| 게임랭킹스 | 76.22% |
| 메타크리틱 | 76/100 |
| 평론 점수 |        |
| 평론사 | 점수   |
| 유로게이머 | 9/10   |
| 게임스팟 | 8.4/10 |
| IGN | 8.2/10 |